# Lista över vägkyrkor i Finland
Detta är en lista över vägkyrkor i Finland.
| Kyrka, katedral, kapell eller samlingscenter                            | Kommun                       |
| ----------------------------------------------------------------------- | ---------------------------- |
| Ackas kyrka                                                             | Ackas                        |
| Alajärvi, Lehtimäki kyrka                                               | Torneå                       |
| Nedertorneå kyrka                                                       | Torneå                       |
| Alavo kyrka                                                             | Alavo                        |
| Tammerfors Alexanderskyrkan                                             | Tammerfors                   |
| Anttola kyrka                                                           | S:t Michel, Anttola          |
| Pielavesi, Apostlarna Petrus och Paulus och prästmartyren Blasios kyrka | Pielavesi                    |
| Villnäs kyrka                                                           | Masko                        |
| Ekenäs kyrka                                                            | Raseborg, Ekenäs             |
| Elimä kyrka                                                             | Kouvola, Elimä               |
| Kärsämäki, Engels kyrka                                                 | Kärsämäki                    |
| Enontekis (Hetta) kyrka                                                 | Enontekis, Hetta             |
| Esbo domkyrka                                                           | Esbo                         |
| Eura kyrka                                                              | Eura                         |
| Tammerfors, Finlaysons kyrka - Barnens katedral                         | Tammerfors                   |
| Forssa kyrka                                                            | Forssa                       |
| Ikalis Fredrika Sofia kyrka                                             | Ikalis                       |
| Alajärvi, Gabriels kyrka                                                | Alajärvi                     |
| Halikko kyrka                                                           | Salo, Halikko                |
| Hangö kyrka                                                             | Hangö                        |
| Gustav Adolfs kyrka                                                     | Gustav Adolfs                |
| Ilomants, Hattuvaara de heliga apostlarna Petrus och Paulus tsasouna    | Ilomants, Hattuvaara         |
| Hauho S:t Johannes Döparnes kyrka                                       | Hauho                        |
| Haukipudas kyrka                                                        | Haukipudas                   |
| Hausjärvi kyrka                                                         | Hausjärvi                    |
| Heinola kyrka                                                           | Heinola, Heinola landskommun |
| Heinävesi Förklaringsbergets kyrka                                      | Heinävesi                    |
| Himango kyrka                                                           | Kalajoki, Himango            |
| Hollola, S:t Maria kyrka                                                | Hollola                      |
| Honkiniemi kyrka                                                        | Etseri                       |
| Hyrynsalmi kyrka                                                        | Hyrynsalmi                   |
| Hyvinge kyrka                                                           | Hyvinge                      |
| Tavastehus kyrka                                                        | Tavastehus                   |
| Ijo kyrka                                                               | Ijo                          |
| Ilmola kyrka                                                            | Ilmola                       |
| Ilomants evangelisk-lutherska kyrka                                     | Ilomants                     |
| Enare kyrka (Samekyrka)                                                 | Enare                        |
| Ingå kyrka                                                              | Ingå                         |
| Irjanne kyrka                                                           | Euraåminne                   |
| Storkyro gamla kyrka                                                    | Storkyro                     |
| Jaala kyrka                                                             | Kouvola, Jaala               |
| Jalasjärvi kyrka                                                        | Jalasjärvi                   |
| Joensuu evangelisk-lutherska kyrka                                      | Joensuu                      |
| Fredrikshamn, Johanneskyrkan                                            | Fredrikshamn                 |
| Jorois kyrka                                                            | Jorois                       |
| Joutsa kyrka                                                            | Joutsa                       |
| Libelits, Tihvins ikon Gudamoderns kyrka                                | Libelits, Viinijärvi         |
| Juva kyrka                                                              | Juva                         |
| Jämijärvi kyrka                                                         | Jämijärvi                    |
| Jämsä kyrka                                                             | Jämsä                        |
| Karleby kyrka                                                           | Karleby                      |
| Pelkosenniemi Kairosmaja Norrskenskapell                                | Pelkosenniemi                |
| Kajana kyrka                                                            | Kajana                       |
| Kalajoki kyrka                                                          | Kalajoki                     |
| Kaland, S:t Olofs kyrka                                                 | Nystad, Kalanti              |
| Kangasala kyrka                                                         | Kangasala                    |
| Kangasniemi kyrka                                                       | Kangasniemi                  |
| Kankaanpää kyrka                                                        | Kankaanpää                   |
| Kannus kyrka                                                            | Kannus                       |
| Loimaa kyrka                                                            | Loimaa                       |
| Karislojo kyrka                                                         | Karislojo                    |
| Karuna kyrka                                                            | Sagu                         |
| Kauhajoki kyrka                                                         | Kauhajoki                    |
| Kauhava kyrka                                                           | Kauhava                      |
| Jyväskylä stadskyrka                                                    | Jyväskylä                    |
| Kaustby kyrka                                                           | Kaustby                      |
| Kemi kyrka                                                              | Kemi                         |
| Kerimäki kyrka                                                          | Kerimäki                     |
| Centrala Björneborgs kyrka                                              | Björneborg                   |
| Kesälahti kyrka                                                         | Kesälahti                    |
| Keuru kyrka                                                             | Keuru                        |
| Kihniö kyrka                                                            | Kihniö                       |
| Kiminge kyrka                                                           | Kiminge                      |
| Kides kyrka                                                             | Kides                        |
| Kittilä kyrka                                                           | Kittilä                      |
| Kiuruvesi kyrka                                                         | Kiuruvesi                    |
| Klamila bykyrka                                                         | Vederlax, Klamila            |
| Klövskogs kyrka                                                         | Nurmijärvi, Klövskog         |
| Kolariöns gamla kyrka                                                   | Kolari                       |
| Imatra, De tre korsens kyrka                                            | Imatra                       |
| Konginkangas kyrka                                                      | Äänekoski, Konginkangas      |
| Konnevesi kyrka                                                         | Konnevesi                    |
| Kontiolax kyrka                                                         | Kontiolax                    |
| Korpilax kyrka                                                          | Jyväskylä, Korpilax          |
| Kotka evangelisk-lutherska kyrka                                        | Kotka                        |
| Kouvola centrums kyrka                                                  | Kouvola                      |
| Haapajärvi Kristi förklarings kyrka                                     | Haapajärvi                   |
| Kajana, Kristi förklarings kyrka                                        | Kajana                       |
| Siilinjärvi Kristi ankomsts kyrka                                       | Siilinjärvi                  |
| Jyväskylä Kristi uppståndelses kyrka                                    | Jyväskylä                    |
| Kuhmo kyrka                                                             | Kuhmo                        |
| Kuopio domkyrka                                                         | Kuopio                       |
| Kuorevesi kyrka                                                         | Jämsä, Kuorevesi             |
| Kurikka kyrka                                                           | Kurikka                      |
| Kuru kyrka                                                              | Kuru                         |
| Idensalmi, Gustav Adolfs kyrka                                          | Idensalmi                    |
| Kuusankoski kyrka                                                       | Kouvola, Kuusankoski         |
| Kvevlax kyrka                                                           | Korsholm                     |
| Kymmene kyrka                                                           | Kotka                        |
| Kyyjärvi kyrka                                                          | Kyyjärvi                     |
| Kärkölä kyrka                                                           | Kärkölä                      |
| Laihela kyrka                                                           | Laihela                      |
| Seinäjoki, Korset på slätten                                            | Seinäjoki                    |
| Lapinlax kyrka                                                          | Lapinlax                     |
| Lappvesi kyrka                                                          | Villmanstrand, Lappvesi      |
| Lappo domkyrka                                                          | Lapua                        |
| Larsmo kyrka                                                            | Larsmo                       |
| Lauritsala kyrka                                                        | Villmanstrand                |
| Lehtimäki kyrka                                                         | Alajärvi, Lehtimäki          |
| Lentiira kyrka                                                          | Kuhmo, Lentiira              |
| Leppävirta kyrka                                                        | Leppävirta                   |
| Lestijärvi kyrka                                                        | Lestijärvi                   |
| S:t Petrus, Lundo                                                       | Lundo                        |
| Lochteå, Sophia Magdalena kyrka                                         | Karleby, Lochteå             |
| Lokalax kyrka                                                           | Nystad, Lokalax              |
| Loppis kyrka                                                            | Loppis                       |
| Loppis gamla kyrka                                                      | Loppis                       |
| Luopiois kyrka                                                          | Pälkäne                      |
| Maninga kyrka                                                           | Maninga                      |
| Åbo, S:ta Maria kyrka                                                   | Åbo                          |
| Malax kyrka                                                             | Malax                        |
| Kittilä, Maria kapell                                                   | Kittilä                      |
| Mariakyrkan                                                             | Fredrikshamn                 |
| Mariehamn, S:t Görans kyrka                                             | Mariehamn                    |
| Masku kyrka                                                             | Masku                        |
| Sastmola kyrka                                                          | Sastmola                     |
| S:t Michels landsförsamlings kyrka                                      | S:t Michel                   |
| S:t Michels domkyrka                                                    | S:t Michel                   |
| Muhos kyrka                                                             | Muhos                        |
| Muurame kyrka                                                           | Muurame                      |
| Muuruvesi kyrka                                                         | Kuopio, Juankoski            |
| Virmo kyrka                                                             | Virmo                        |
| Mäntsälä kyrka                                                          | Mäntsälä                     |
| Mäntyharju kyrka                                                        | Mäntyharju                   |
| Mänttä kyrka                                                            | Mänttä-Filpula               |
| Nådendals kyrka                                                         | Nådendal                     |
| Nastola kyrka                                                           | Nastola                      |
| Nilsiä kyrka                                                            | Nilsiä                       |
| Nivala kyrka                                                            | Nivala                       |
| Norrmarks kyrka                                                         | Björneborg                   |
| Nousis, S:t Henriks kyrka                                               | Nousis                       |
| Nurmes evangelisk-lutherska kyrka                                       | Nurmes                       |
| Bomba tsasouna                                                          | Nurmes                       |
| Nurmijärvi kyrka                                                        | Nurmijärvi                   |
| Nurmo kyrka                                                             | Seinäjoki, Nurmo             |
| Oravais kyrka                                                           | Vörå                         |
| Orivesi kyrka                                                           | Orivesi                      |
| Otnäs kapell                                                            | Esbo                         |
| Oulais kyrka                                                            | Oulais                       |
| Uleåborgs domkyrka                                                      | Uleåborg                     |
| Uleåsalo kyrka                                                          | Uleåborg                     |
| Padasjoki kyrka                                                         | Padasjoki                    |
| Paldamo kyrka                                                           | Paldamo                      |
| Paldamo gamla kyrka                                                     | Paldamo                      |
| Parikkala kyrka                                                         | Parikkala                    |
| Parkano kyrka                                                           | Parkano                      |
| Pattijoki skogskyrka                                                    | Brahestad, Pattijoki         |
| Pedersöre kyrka                                                         | Jakobstad                    |
| Perho kyrka                                                             | Perho                        |
| Peräseinäjoki kyrka                                                     | Seinäjoki                    |
| Petäjävesi kyrka                                                        | Petäjävesi                   |
| Pieksämäki gamla kyrka                                                  | Pieksämäki                   |
| Pielavesi kyrka                                                         | Pielavesi                    |
| Pielpajärvi ödemarkskyrka                                               | Enare                        |
| Pihtipudas kyrka                                                        | Pihtipudas                   |
| Piippola kyrka                                                          | Siikalatva, Piippola         |
| Birkala kyrka                                                           | Birkala                      |
| Pojo, S:ta Maria kyrka                                                  | Raseborg                     |
| Polkijärvi, S:t Johannes Döparens kyrka                                 | Polvijärvi                   |
| Påmarks kyrka                                                           | Påmark                       |
| Påmarks gamla träkyrka                                                  | Påmark                       |
| Posio kyrka                                                             | Posio                        |
| Idensalmi, Profeten Elias kyrka                                         | Idensalmi                    |
| Pudasjärvi kyrka                                                        | Pudasjärvi                   |
| Pulkkila kyrka                                                          | Siikalatva, Pulkkila         |
| Puolango kyrka                                                          | Puolango                     |
| Puumala, Johannes döparens kyrka                                        | Puumala                      |
| Pyhäjoki kyrka                                                          | Pyhäjoki                     |
| Pyhämaa offerkyrka                                                      | Nystad                       |
| Pyhämaa nya kyrka                                                       | Nystad                       |
| Lembois, Den heliga Birgittas kyrka                                     | Lembois                      |
| Outokumpu, Den Helige Andes kyrka                                       | Outokumpu                    |
| Pyttis, S:t Henriks kyrka                                               | Pyttis                       |
| Åbo, S:ta Katarina kyrka                                                | Åbo                          |
| Janakkala, S:t Lars kyrka                                               | Janakkala                    |
| Salo, S:t Lars kyrka                                                    | Salo                         |
| Vanda, S:t Lars kyrka                                                   | Vanda                        |
| Vemo, S:ta Margareta kyrka                                              | Vemo                         |
| Keminmaa, S:t Mikaels kyrka                                             | Keminmaa                     |
| Letala, S:t Mikaels kyrka                                               | Letala                       |
| Kyrkslätt, S:t Mikaels kyrka - S:t Mikael                               | Kyrkslätt                    |
| Kuopio, S:t Nikolaus katedral                                           | Kuopio                       |
| Kotka, S:t Nikolaus kyrka                                               | Kotka                        |
| Ulvsby, S:t Olofs kyrka                                                 | Ulvsby                       |
| Ilomants, den Heliga profeten Elias kyrka                               | Ilomants                     |
| Raumo, Det Heliga korsets kyrka                                         | Raumo                        |
| Pyhäntä kyrka                                                           | Pyhäntä                      |
| Pyhäranta kyrka                                                         | Pyhäntä                      |
| Pälkäneen kyrka                                                         | Pälkäne                      |
| Brahestad, Den heliga treenighetens kyrka                               | Brahestad                    |
| Reso, S:t Mårtens kyrka                                                 | Reso                         |
| Rajamäki kyrka                                                          | Nurmijärvi                   |
| Frantsila kyrka                                                         | Siikalatva, Frantsila        |
| Tavastehus, Renko, S:t Jakobs kyrka                                     | Tavastehus                   |
| Revonlax kyrka                                                          | Siikajoki                    |
| Riistavesi kyrka                                                        | Kuopio                       |
| Kristina, Kristina kyrka                                                | Kristina                     |
| Ristijärvi kyrka                                                        | Ristijärvi                   |
| Lahtis, Korsets kyra                                                    | Lahtis                       |
| Rovaniemi kyrka                                                         | Rovaniemi                    |
| Ruhtinansalmi kyrka                                                     | Suomussalmi                  |
| Ruokolax kyrka                                                          | Ruokolax                     |
| Strömfors kyrka                                                         | Lovisa                       |
| Rimito, S:t Jakobs kyrka                                                | Nådendal                     |
| Saarijärvi kyrka                                                        | Saarijärvi                   |
| S:t Olofs kyrka, Salois                                                 | Brahestad                    |
| Sammatti kyrka                                                          | Lojo                         |
| Sammonlahti kyrka                                                       | Villmanstrand                |
| Vanda Sjöskogs kapell                                                   | Vanda                        |
| Samuels kyrka                                                           | Haapajärvi                   |
| Sarvijoki bönehus                                                       | Kurikka                      |
| Sastamala, S:t Maria kyrka                                              | Sastamala                    |
| S.t Clemens kyrka                                                       | Sagu                         |
| Nyslotts småkyrka                                                       | Nyslott                      |
| Nyslotts domkyrka                                                       | Nyslott                      |
| Tervola, Församlingscentrets kyrka                                      | Tervola                      |
| Sievi kyrka                                                             | Sievi                        |
| Sibbo, S:t Siegfrieds kyrka                                             | Sibbo                        |
| Somero kyrka                                                            | Somero                       |
| Sotkamo kyrka                                                           | Sotkamo                      |
| Sumias kyrka                                                            | Äänekoski                    |
| Suomussalmi kyrka                                                       | Suomussalmi                  |
| Sysmä, S:t Olofs kyrka                                                  | Sysmä                        |
| Säräisniemi kyrka                                                       | Vaala                        |
| Sääksmäki kyrka                                                         | Valkeakoski                  |
| Taipalsaari kyrka                                                       | Taipalsaari                  |
| Taivalkoski kyrka                                                       | Taivalkoski                  |
| Tammerfors ortodoxa kyrka                                               | Tammerfors                   |
| Esbo, Hagalunds kyrka                                                   | Esbo, Hagalund               |
| Taulumäki kyrka                                                         | Jyväskylä                    |
| Tenala kyrka                                                            | Raseborg                     |
| Tervola kyrka                                                           | Tervola                      |
| Tervola gamla kyrka                                                     | Tervola                      |
| Tervo kyrka                                                             | Tervo                        |
| Östermarks kyrka                                                        | Östermark                    |
| Tiistenjoki kyrka                                                       | Lappo                        |
| Toholampi kyrka                                                         | Toholampi                    |
| Toivakka kyrka                                                          | Toivakka                     |
| Torneå kyrka                                                            | Torneå                       |
| Åbo, Mikaelskyrkan                                                      | Åbo                          |
| Åbo domkyrka                                                            | Åbo                          |
| Tulos kyrka                                                             | Tavastehus, Tulois           |
| Tuusniemi kyrka                                                         | Tuusniemi                    |
| Tusby kyrka                                                             | Tusby                        |
| Törnävä kyrka                                                           | Seinäjoki, Törnävä           |
| Ullava kyrka                                                            | Karleby, Ullava              |
| Urdiala kyrka                                                           | Urdiala                      |
| Utajärvi kyrka                                                          | Utajärvi                     |
| Utra kyrka                                                              | Joensuu                      |
| Nystads nya kyrka                                                       | Nystad                       |
| Nystads gamla kyrka                                                     | Nystad                       |
| Vasa, Trefaldighetskyrkan                                               | Vasa                         |
| Kristi förklarings kyrka i Valamo nya kloster                           | Heinävesi                    |
| Vambula kyrka                                                           | Vittis, Vambula              |
| Vånå kyrka                                                              | Tavastehus, Vånå             |
| Varkaus kyrka                                                           | Varkaus                      |
| Vichtis kyrka                                                           | Vichtis                      |
| Vichtis kyrkoruin                                                       | Vichtis                      |
| Viinikka kyrka                                                          | Tammerfors, Viinikka         |
| Viitasaari kyrka                                                        | Viitasaari                   |
| Vindala kyrka                                                           | Vindala                      |
| Vederlax kyrka                                                          | Vederlax                     |
| Virdois kyrka                                                           | Virdois                      |
| Virtasalmi kyrka                                                        | Pieksämäki                   |
| Vuolijoki kyrka                                                         | Kajana, Vuolijoki            |
| Nordsjö sjömanskyrka                                                    | Helsingfors                  |
| Lillkyro kyrka                                                          | Lillkyro                     |
| Ylistaro kyrka                                                          | Seinäjoki, Ylistaro          |
| Ylivieska kyrka                                                         | Ylivieska                    |
| Ylöjärvi kyrka                                                          | Ylöjärvi                     |
| Juankoski, Uppståndelsens kyrka                                         | Kuopio, Juankoski            |